# Sassulitsch-Brief
Als Sassulitsch-Brief wird ein Brief von Karl Marx an Wera Sassulitsch bezeichnet, den dieser am 8. März 1881 in London verfasste. Der Brief ist ein bedeutendes Schriftstück in der Auseinandersetzung um die Auslegung des Marxismus.

## Über Marx und Sassulitsch
- Wera Sassulitsch (1849–1919) war eine russische Narodniki und spätere marxistische Autorin und Revolutionärin, nach der Parteispaltung der „Sozialdemokratischen Arbeiterpartei Russlands“ (SDAPR) war sie im Lager der Menschewiki, sie lehnte die Oktoberrevolution 1917 ab.
- Karl Marx (1818–1883) war Philosoph, politischer Journalist sowie Kritiker der bürgerlichen Gesellschaft. Er gilt als einflussreichster wie umstrittener Theoretiker des Kommunismus und gemeinsam mit Friedrich Engels als Begründer des Marxismus.

## Der Briefverkehr
Wera Sassulitsch wendet sich an Karl Marx, weil sie sich eine Frage bezüglich seines Werkes Das Kapital stellte. Im 24. Kapitel, Die sogenannte ursprüngliche Akkumulation, beschreibt Marx „die Vorgeschichte des (englischen) Kapitalismus und gibt am Ende dieses Kapitels einen Ausblick auf die künftige Umwälzung des kapitalistischen Systems.“
Sassulitsch fragte nun, ob Marx in einer solchen Entwicklung „eine historische Notwendigkeit erblicke, insbesondere, ob die russische auf Gemeineigentum beruhende Dorfgemeinschaft (‚Mir‘) zunächst durch die Entwicklung des Kapitalismus in Russland zerstört werden müsse, oder ob Marx der Auffassung sei, daß auch ein direkter Übergang zum Sozialismus möglich sei.“
Marx verfasste daraufhin drei Antwortentwürfe und sandte Sassulitsch letztlich eine vierte, relativ kurz gehaltene Antwort zurück.

## Bedeutung
Für Elmar Altvater machen diese Antwortschreiben deutlich, „daß Marx keineswegs von einer determinierten historischen Entwicklung ausging.“ Ein Kritikpunkt, der oft gegen Marx’ Theorien eingewandt wurde.

## Zitate
„Die ‚historische Unvermeidlichkeit‘ dieser Bewegung ist also ausdrücklich auf die Länder Westeuropas beschränkt. (...) Bei dieser Bewegung im Westen handelt es sich um die Verwandlung einer Form des Privateigentums in eine andere Form des Privateigentums. Bei den russischen Bauern würde man im Gegenteil ihr Gemeineigentum in Privateigentum umwandeln.“

„Die im ‚Kapital‘ gegebene Analyse enthält also keinerlei Beweise - weder für noch gegen die Lebensfähigkeit der Dorfgemeinde,  aber das Spezialstudium, das ich darüber getrieben und wofür ich mir Material aus Originalquellen beschafft habe, hat mich davon überzeugt, daß diese Dorfgemeinde der Stützpunkt der sozialen Wiedergeburt Rußlands ist; damit sie aber in diesem Sinne wirken kann, müßte man zuerst die zerstörenden Einflüsse, die von allen Seiten auf sie einstürmen, beseitigen und ihr sodann die normalen Bedingungen einer natürlichen Entwicklung sichern.“

„Das ernsthafteste Argument, das man gegen die russische Dorfgemeinde erhoben hat, läuft auf folgendes hinaus: Geht zu den Ursprüngen der westlichen Gesellschaften zurück und Ihr werdet überall das Gemeineigentum an Grund und Boden finden; mit dem gesellschaftlichen Fortschritt mußte es überall vor dem Privateigentum weichen; also würde es dem gleichen Schicksal auch in Rußland nicht entrinnen können. Ich möchte diesem Argument nur insofern Rechnung tragen, als es sich auf die europäischen Erfahrungen stützt.“